# Sveriges kommunistiska parti
Sveriges kommunistiska parti (SKP, Zweeds voor 'Communistische Partij van Zweden') is een kleine, communistische politieke partij in Zweden. Ze werd opgericht in 1977 als Arbetarpartiet Kommunisterna (APK), een Sovjetgezinde afsplitsing van Vänsterpartiet kommunisterna. Ze kende enig succes in haar beginjaren, maar brak nooit door en gleed in obscuriteit na het uiteenvallen van de Sovjet-Unie. Ze draagt haar huidige naam sinds 1995. Bij verkiezingen komt ze op onder de naam Kommunisterna en haalt ze nationaal 0,01 à 0,02% van de stemmen.
Samen met Kommunistiska Partiet (Kommunisterna) is SKP een van twee nog actieve orthodox-communistische partijen in Zweden.
De SKP is aangesloten bij de Europese marxistisch-leninistische groepering Initiative of Communist and Workers' Parties (INITIATIVE) en neemt deel aan de Internationale Conferentie van Communistische en Arbeiderspartijen (IMCWP).